# Jan de Wolf
Johannes Hendrikus (Jan) de Wolf (Kampen, 15 februari 1890 – Hengelo, 25 maart 1955) was een Nederlands voormalig voetbalscheidsrechter die tweemaal een internationale wedstrijd floot.

## Interlands
| Datum         | Plaats               | Wedstrijd             | Uitslag | Competitie                  | Kreeg geel | Kreeg voor de tweede keer geel en dus rood | Weggestuurd |
| ------------- | -------------------- | --------------------- | ------- | --------------------------- | ---------- | ------------------------------------------ | ----------- |
| 6 juli 1930   | Stockholm, Zweden    | Zweden – Noorwegen    | 6 – 3   | Noords voetbalkampioenschap | 0          | 0                                          | 0           |
| 11 maart 1934 | Luxemburg, Luxemburg | Luxemburg – Duitsland | 1 – 9   | Kwalificatie WK 1934        | 0          | 0                                          | 0           |

Bijgewerkt t/m 27 januari 2014